# Filip II (romersk kejsare)

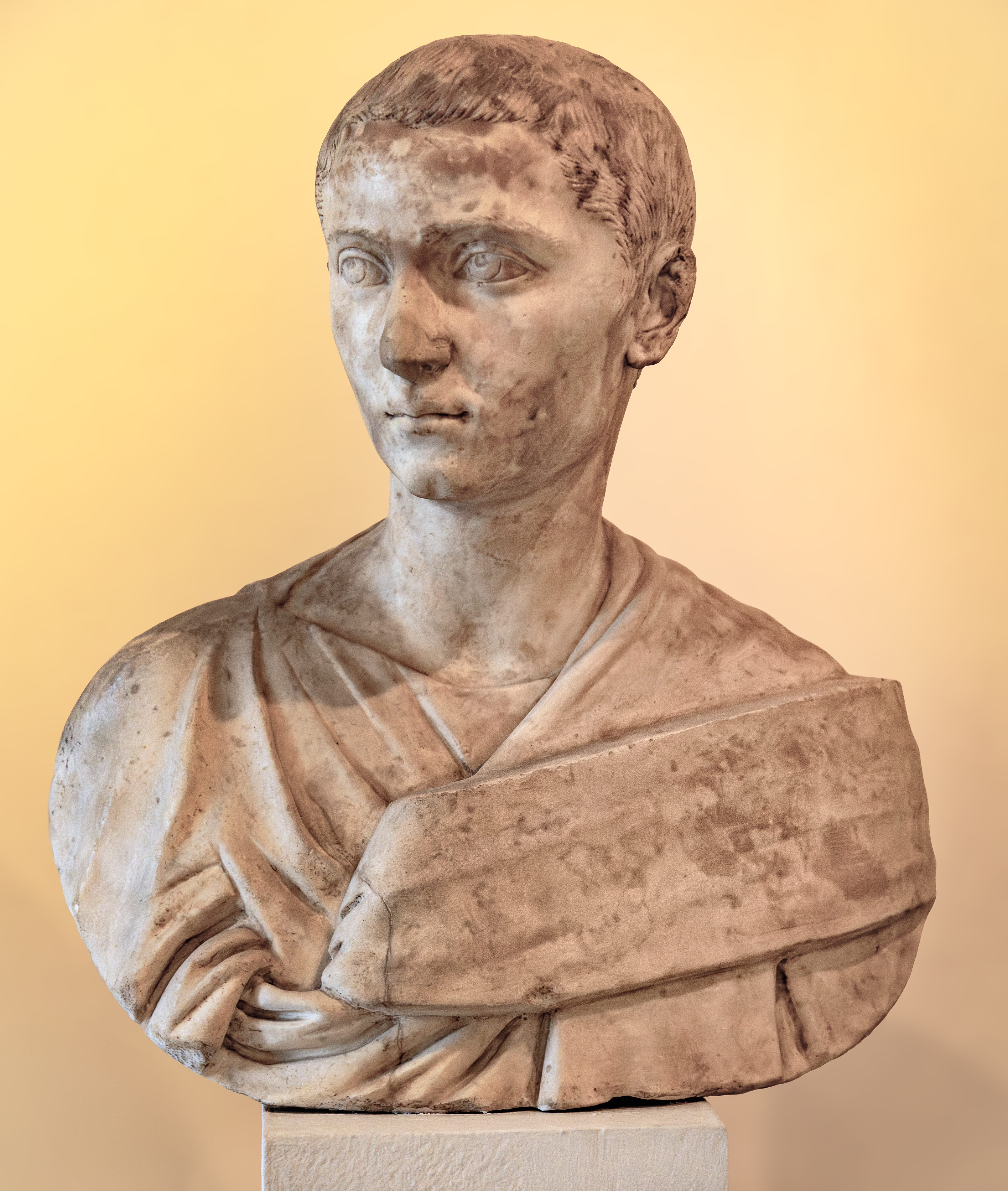
Byst föreställande Filip II.

Filip II, Marcus Julius Philippus, född 237, död i oktober 249 i Rom, var romersk kejsare från 244 till oktober 249.
Filip II utsågs mycket ung till romersk kejsare av sin far Filip Araben. När fadern dog i ett slag mot Decius, eller blev avrättad av sina egna, var Filip den yngres öde beseglat. Praetoriangardet mördade honom strax efteråt.